# Fervet
FERVET, acronimo di Fabbricazione E Riparazione Vagoni E Tramway, era un costruttore ferroviario.

## Storia
La società si costituì a Bergamo nel marzo del 1907. L'attività nello stabilimento di Castelfranco Veneto fu avviata l'anno dopo con commesse relative alla riparazione e trasformazione di carri e carrozze ferroviarie.
Nel 1907 viene aperto un capannone a Bologna, presso il quartiere operaio della Bolognina. Dopo la prima guerra mondiale questo stabilimento produrrà carpenteria metallica, serrande e infissi.
A partire dal 1965 le commesse si concentrarono sulla revisione, trasformazione ed ammodernamento di carrozze ferroviarie.
Nel 1990, a causa della crisi che colpiva l'azienda, si procedette a un piano di dismissione degli stabilimenti: vennero chiusi dapprima quelli di Bologna e Viareggio e nel 1997 quello di Bergamo. La produzione si concentrò allora nell'unico sito di Castelfranco Veneto.
La fabbrica di Bologna fu occupata per breve tempo da un centro sociale autogestito, per poi essere demolita tra il 1990 e il 1991.
Nel 2002 Fervet aderì al neocostituito consorzio Corifer insieme alla Magliola Antonio & Figli e in un secondo tempo anche con le OFV Officine Ferroviarie Veronesi, e RSI Italia.
Nel 2011 l'azienda andò in liquidazione e un ramo di essa venne rilevato dalle Officine Ferroviarie Veronesi.

## Prodotti
Tra le costruzioni più importanti si ricordano una commessa di carrozze FS tipo MDVC, la ristrutturazione di 350 carrozze tipo Silberlinge delle Deutsche Bahn e la trasformazione di carrozze FS tipo X in versione Giubileo. Numerosissimi sono i lavori di trasformazione ed ammodernamento di materiale di proprietà di ferrovie in concessione.
Con il Consorzio Corifer giunge una commessa per la realizzazione di carrozze Vivalto per Trenitalia e la trasformazione di carrozze ESCI.